# 노르망디 공작
노르망디 공작은 10세기부터 현재에 이르기까지 노르만, 잉글랜드, 프랑스, 영국의 지배자들에게 수여된 작위이다. 현재의 영국 해협 근처 프랑스의 노르망디지역을 영지로 한다. 롤로가 처음 임명될 때는 백작이었다가 리샤르 2세 때에 공작으로 승격되었다.

## 개요
노르망디 공작령은 서프랑크 왕 샤를 3세와 이 지역에 정착한 바이킹족 지도자 롤로가 맺은 생클레르쉬레프트 조약으로 911년 창설되었다. 이 조약으로 노르만족은 이 지역을 봉토로 수여받았고 프랑스 왕의 가신이 되었다.
1066년 노르망디 공 기욤은 잉글랜드 왕국을 자신의 영토로 편입시켰고 이 때부터 잉글랜드의 노르만 왕조가 시작되었으며 잉글랜드의 왕이면서 프랑스 왕의 가신이 되었다.
1087년 정복자 기욤 1세가 죽고 그의 아들들이 계승권을 둘러싸고 분쟁이 일어났다. 이 분쟁은 1106년 앙리 1세가 로베르를 이김으로 끝났는데 이때 노르망디 공작의 계승권도 잉글랜드의 왕에게로 넘어갔다. 그러나 1144년 조프루아 플랜태저넷이 노르망디를 정복했고 이 공작령을 그의 아들 앙리에게 양도했고 앙리는 1154년 잉글랜드 왕 헨리 2세가 되었다.
이후로 노르망디는 프랑스 왕의 정복 목표가 되었고 계속 도전을 받았으며 결국 1204년 채널 제도를 제외한 전 지역이 프랑스 왕에 지배를 받게 되었고, 채널 제도는 현재 왕실령으로서, 영국의 해외 영토로 남아있다.

## 노르망디 공작 목록
- 롤로 911년-927년
- 노르망디의 기욤 1세 927년-942년
- 베르나르 르 다누아 942년 (임시 섭정)
- 리샤르 1세 942년-996년
- 리샤르 2세 996년-1027년
- 리샤르 3세 1027년-1028년
- 로베르 1세 악마공 1028년-1035년

## 1066년이후
- 기욤 2세(Guillaume  II) 1066년–1087년
- 기욤 3세(Guillaume ) 1087년–1100년
- 앙리 1세 (Henry I) 1100년–1135년
- 에티엥 (Étienne) 1135년–1141년
- 마틸드 (Mathilde) 1141년
- 에티엥 (Étienne) 1141년–1154년
- 앙리 2세 1154년 - 1189년
- 리샤르 4세 (Richard IV) 1189년 - 1199년
- 장 (Jean) 1199년 - 1216년
- 앙리 3세 1216년 - 1255년

### 영국 왕을 겸하지 않은공작
- 로베르 2세 1087년-1106년
- 조프루아 플랜태저넷 1144년-1150년